# Галицкая провинция
Галицкая провинция — одна из провинций Российской империи. Центр — город Галич.
Галицкая провинция была образована в составе Архангелогородской губернии по указу Петра I «Об устройстве губерний и об определении в оныя правителей» в 1719 году. В состав провинции были включены города Галич, Кологрив, Парфеньев, Солигалич, Судай, Унжа, Чухлома. Галицкая провинция состояла из дистриктов (название «уезд» продолжало употребляться в официальных документах, невзирая на их официальную отмену). В 1727 году все дистрикты были переименованы в уезды.
В ноябре 1775 года деление губерний на провинции было отменено.

## Карта провинции в составе губернии
- Генеральная карта географическая представляющая Архангелогородскую губернию на свои провинции разделенную / Соч. Акад. Наук адиюнкт Я. Ф. Шмид; Вырез. Е. Худяков. (2-ю рамку) Грид. И. Кувакин. — (Санкт-Петербург): Акад. Наук: (1773). — 1 л.: Грав. Раскраш.; 44х56 (65х82) и 44,5х56 (58х68)